# Анти Караяни (стадион)
„Анти Караяни“ (на гръцки: Δημοτικό Στάδιο "Ανθή Καραγιάννη") е мултифункционален стадион в град Кавала, Северна Гърция. Носи името на гръцката параолимпийска лекоатлетка от Кавала Анти Караяни, носителка на 4 сребърни и 1 бронзов медал от участието си на 3 олимпиади. Най-често се използва за футбол като служи за домакински терен на ФК Кавала, играещ в Гръцката Суперлига. Стадионът е построен през 1970 г. и има капацитет от 12 500 седящи места. Той е собственост на Дем Кавала.